# シティホテル3号室
シティホテル3号室（シティホテルさんごうしつ）は、タイタン所属のお笑いコンビ。2011年結成。キングオブコント2024ファイナリスト。

## メンバー
亮太（りょうた、1985年11月21日（39歳） - ）
ネタ作り担当。
北海道札幌市南区真駒内出身。札幌藻岩高等学校を経て、横浜国立大学理工学部知能物理工学科卒業。本名及び旧芸名：川合 亮太（かわい りょうた）。足のサイズ25.5 cm。
おなかが弱く、常に腹巻をしている。
趣味は将棋だが、観戦専門で自分では指さない。
乗り物酔いしやすい。
SNSを一切やっていない。
異常な頻度で病院へ行く。

押田（おしだ、1985年10月30日（39歳） - ）
神奈川県横浜市出身。明治大学文学部日本文学科中退。本名及び旧芸名：押田 貴史（おしだ たかし）。足のサイズ27 cm。
カフェと音楽が好き。同じ事務所の先輩・橋本小雪（日本エレキテル連合）が立ち上げたカフェ部の部長に任命されている。
ジーニアスに10年以上勤める学習塾講師でもある。担当は主に中学受験の国語。小学生に人気のある講師だったため「自分は面白いんじゃないか」と思って芸人を志した。塾講師に熱中しすぎて大学を卒業できず、8年通った末に中退した。
もともとは歌手志望だった。スリーピースバンド「Co.Be.Nai（コビナイ）」を結成し、ボーカルとベースと作詞を担当。iTunesでシングル「ジェントルマン」を配信している。
コントで女性役を演じることがある。
なかなか病院へ行かない。
2025年6月6日・7日に行われた単独ライブにて、2014年11月に結婚しており二児の父であることを明かした。

## 経歴
ワタナベコメディスクール14期生。養成所時代、亮太はピン芸人「相方 求（あいかた もとむ）」として活動しており、押田が声をかけてコンビを結成した。コンビ名は、亮太がビジネスホテルでアルバイトしていたことからより良くするためにシティホテルにしたのに加えて、当初はトリオ志望だったため「3号室」と名付けた。しかし3人目のメンバーが増えることはなくコンビとして定着した。
養成所を出た後はフリーで活動し、2015年7月からタイタン所属となる。
キングオブコント2024では、タイタン所属芸人として初めて決勝に進出した。

## 芸風
主にコントで、高い演技力に定評がある。初めて見てくれる客にも伝わるようなわかりやすいコントを目指しており、地方のお笑いコンテストでは強さを見せる。
M-1グランプリには2回だけ出場しており、2017年以降は出場していない。
2人ともジーニアスで講師として活動しており、YouTubeでも国語の語彙をより分かりやすく解説する語彙コントを配信している。ジーニアス公式ユーチューブアカウントは、「0時間目のジーニアス」。

## 賞レースの戦績
キングオブコント
- 2013年　2回戦進出
- 2014年　2回戦進出
- 2015年　1回戦出場
- 2016年　2回戦進出
- 2017年　1回戦出場
- 2018年　準々決勝進出
- 2019年　準々決勝進出
- 2020年　1回戦出場
- 2021年　準々決勝進出
- 2022年　2回戦進出
- 2023年　準決勝進出
- 2024年　決勝5位

その他
- 2015年　M-1グランプリ 1回戦敗退
- 2015年　第7回仙台お笑いコンテスト 優勝
- 2016年　しもつけお笑いグランプリvol.2 優勝
- 2016年　M-1グランプリ 1回戦敗退
- 2018年　歌ネタ王決定戦 準決勝進出
- 2019年　第40回ABCお笑いグランプリ 決勝進出
- 2019年　歌ネタ王決定戦 準決勝進出
- 2020年　歌ネタ王決定戦 準決勝進出
- 2021年　歌ネタ王決定戦 準決勝進出
- 2022年　第1回発酵きなこコンテスト 優勝
- 2023年　第1回マルコポロリ-1グランプリ 優勝
- 2024年　捨てネタ-1グランプリ 優勝
- 2024年　キングオブ女装コント 優勝
- 2025年　第7回ビートたけし杯「お笑い日本一」優勝

## 出演

### テレビ
現在のレギュラー
- ウイニング競馬（テレビ東京、2025年4月5日 - ） - 亮太のみ

その他
- バナナマンの爆笑ドラゴン（NHK、2016年12月25日）
- ★笑わせnight!★ Vol.24（寄席チャンネル）
- ウチのガヤがすみません!（日本テレビ、2017年5月9日）
- 目指せ!! アウトレット芸人4（千葉テレビ放送、2017年7月12日）
- パックン&河北麻友子のあつまれ! VRフレンズ夏休みスペシャルinアメリカ（TOKYO MX、2017年8月19日）
- 前略、西東さん（中京テレビ、2018年10月27日）
- ビートたけしの独立してマージン分ギャラ下げるからあと2回ヤラせてTV（TBS、2018年12月26日）
- クーリングオフ型ネタ見せ番組 金返せショー（フジテレビ、2019年2月2日）
- にちようチャップリン（テレビ東京、2021年7月17日、2023年4月8日、2024年11月30日・12月7日）
- オンエア決めろ! ー笑武ー（BSJapanext、2022年5月31日）
- 太田上田（中京テレビ、2024年11月26日）
- ぴったり にちようチャップリン（テレビ東京）- 2024年12月1日放送
- 白黒アンジャッシュ（千葉テレビ）- 2024年12月3日・10日放送
- 新春!お笑い名人寄席2025(テレビ東京、2025年1月2日)
- 夜のブラキタ(北海道放送、2025年2月20日)
- 競馬場の達人(グリーンチャンネル、2025年3月30日)
- 定点観測  どさんこお笑い芸人の現在地(札幌テレビ放送、2025年3月30日)

### ラジオ
過去のレギュラー
- きしたかののブタピエロ（TBSラジオ、2024年11月29日 - 12月21日、2025年4月30日 - 5月27日） - 亮太のみ（コーナーレギュラー）

その他
- 爆笑問題の日曜サンデー（TBSラジオ、2015年9月27日(電話出演)）
- マイナビ Laughter Night（TBSラジオ 2015年11月28日、2016年6月4日、2017年1月28日・5月26日、2018年6月29日、2019年4月5日・6月28日、2021年8月20日、2022年9月2日[20]、2023年2月3日[21]）
- ヒゲンジツシュギと麻子の水曜録りでしょう（調布エフエム放送 2016年3月5日、12日） - 亮太のみ
- サンドウィッチマンの天使のつくり笑い（NHKラジオ第1放送、2017年8月22日、2019年1月14日）
- 爆笑問題のUSEN-MAN（SMART USEN、不定期出演）
- U-MORE!（FMヨコハマ、2018年8月24日）
- God Bless Saturday（FMヨコハマ、2019年1月5日）
- 朗読のヒロバ（TBSラジオ、2024年12月6日、13日）
- Be My Radio (FM北海道、2025年1月27日)
- まるごと！エンタメ〜ション (STVラジオ、2025年1月27日)

### テレビドラマ
- ポリス×戦士 ラブパトリーナ!（テレビ東京、2021年4月18日） - お笑い芸人役
- 家庭教師のトラコ（日本テレビ、2022年7月20日 - 9月21日）-漫才監修[22]
- 藤子・F・不二雄 SF短編ドラマ シーズン3「換身」（NHK BSプレミアム4K、2025年3月25日）[23]

### 映画
- くも漫。（2017年） - 亮太のみ

### 配信番組
- タイタンチャンネル「すくすくU40」（不定期更新）（2015年7月13日 - 2016年8月1日）
- タイタンチャンネル 「せんぱいぴゅーぴゅー」
- NewsBAR橋下（AbemaTV、2018年10月11日 - 2024年3月23日） - 不定期出演
- dTV 発掘!ブレイクネタ　芸人!芸人!!芸人!!!第8話
- AbemaTV お願い!ランキング（AbemaTV、2017年1月26日）
- 星乃しほアワー笑ってほしーの!（SHOWROOM/WALLOP、2017年2月1日） - 押田のみ
- 瞬間メタルの男のショートフィルム[24]  - 押田のみ
- 日本エレキテル連合の感電パラレル[25]

### ライブ
- タイタンライブU40（不定期開催）
- タイタンライブ・レア（奇数月開催）
- タイタンシネマライブ（偶数月開催）